# Карачівка (зупинний пункт)
Карачі́вка — зупинний пункт Південної залізниці на лінії Харків — Мерефа, розташований у смт Покотилівка Харківського району Харківської області. Створений у 1910 році. Належить до Харківської дирекції залізничних перевезень Південної залізниці.
Зупинний пункт знаходиться між зупинними пунктами Липовий Гай (3 км) та станцією Покотилівка (1 км). До станції Харків-Пасажирський — 9 км, до станції Мерефа — 16 км.
Зупиняються лише потяги приміського сполучення у напрямку Харкова, Мерефи, Лозової, Змієва та Краснограда

## Історія
Зупинний пункт було створено у 1869 році під час будівництва Курсько-Харківсько-Азовської залізниці.
У 1957 році Карачівка була електрифікований постійним струмом під час електрифікації лінії Харків — Мерефа та розпочалось курсування приміських електропоїздів
Нині зупинний пункт приписано до станції Покотилівка.

## Станційні споруди
Зупинний пункт обладнано 2-ма високими платформами. Зупинний пункт має павільйон для пасажирів, квиткові каси.